# Prowincje senackie
Prowincje senackie – prowincje rzymskie, w których prawo do wyznaczania zarządców (prokonsuli) miał wyłącznie Senat. Prowincje te były własnością narodu rzymskiego i znajdowały się daleko od limesu, w związku z czym nie były zagrożone – dlatego też nie stacjonowały tam legiony, co miało ograniczyć możliwość odebrania władzy cesarzowi przez Senat. Użytkownikom gruntów prowincjonalnych nakładano daniny w postaci stipendium.
Prowincje rzymskie zostały podzielone na senackie i cesarskie niedługo po objęciu godności cesarskiej przez Oktawiana.
W 14 roku n.e. prowincjami senackimi były:
- Achaea
- Africa
- Asia
- Creta et Cyrene
- Cyprus
- Gallia Narbonensis
- Hispania Baetica
- Macedonia
- Pontus et Bithynia
- Sicilia.